# Dvigatěl Revoljuciji (stanice metra v Nižním Novgorodě)
Dvigatěl Revoljuciji (rusky Двигатель Революции) je jednou ze stanic metra v Nižním Novgorodě. Nachází se v polovině Avtozavodské linky, v Leninském rajóně. Svůj netradiční název získala podle nedalekého průmyslového závodu.
Stanice je hloubená, mělce založená, vyprojektovaná a vybudovaná podle unifikované koncepce, použité hojně například v Moskvě. Její nástupiště je ostrovní, podpírané dvěma řadami sloupů. Ty, stejně jako stěny za nástupištěm a i vestibul, byly obložené mramorem (použit byl v bílé barvě a bílý s tmavými žílami).